# 克洛阿尔富埃南
克洛阿尔富埃南（法語：Clohars-Fouesnant，法語發音：[klɔaʁ fwɛnɑ̃]）是法国菲尼斯泰尔省的一个市镇，属于坎佩尔区。

## 地理
克洛阿尔富埃南（47°53'52"N, 4°4'5"W）面积13.02 平方千米，位于法国布列塔尼大區菲尼斯泰尔省，该省份为法国最西部的省份，位于布列塔尼半岛西部，北西南三面环大西洋，东临阿摩尔滨海省和莫尔比昂省。
与克洛阿尔富埃南接壤的市镇（或旧市镇、城区）包括：普勒旺、贝诺代、古埃斯纳克。

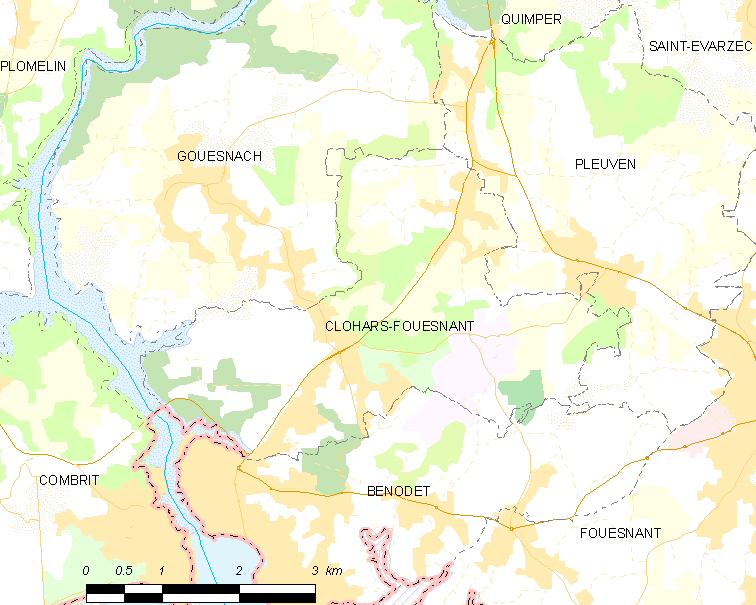
克洛阿尔富埃南的OSM定位图

克洛阿尔富埃南的时区为UTC+01:00、UTC+02:00（夏令时）。

## 行政
克洛阿尔富埃南的邮政编码为29950，INSEE市镇编码为29032。

## 政治
克洛阿尔富埃南所属的省级选区为富埃南县。

## 人口

1962-2008年间克洛阿尔富埃南人口变化图示

克洛阿尔富埃南于2022年1月1日时的人口数量为2152人。